# 道の駅いとまん
道の駅いとまん（みちのえき いとまん）は、沖縄県糸満市西崎町にある国道331号の道の駅である。

## 概要
沖縄県で7番目の道の駅であり、日本最南端の道の駅である。敷地面積は約3万平方メートルと、県内最大規模を誇る。

## 施設
- 敷地面積：29,700m2[1]
- 駐車場
  - 普通車：473台
  - 大型車：10台
  - 身障者用：15台
- トイレ （いずれも24時間利用可能）
  - 男：大 1器、小 3器
  - 女：3器
  - 身障者用：1器
- 公衆電話：1台

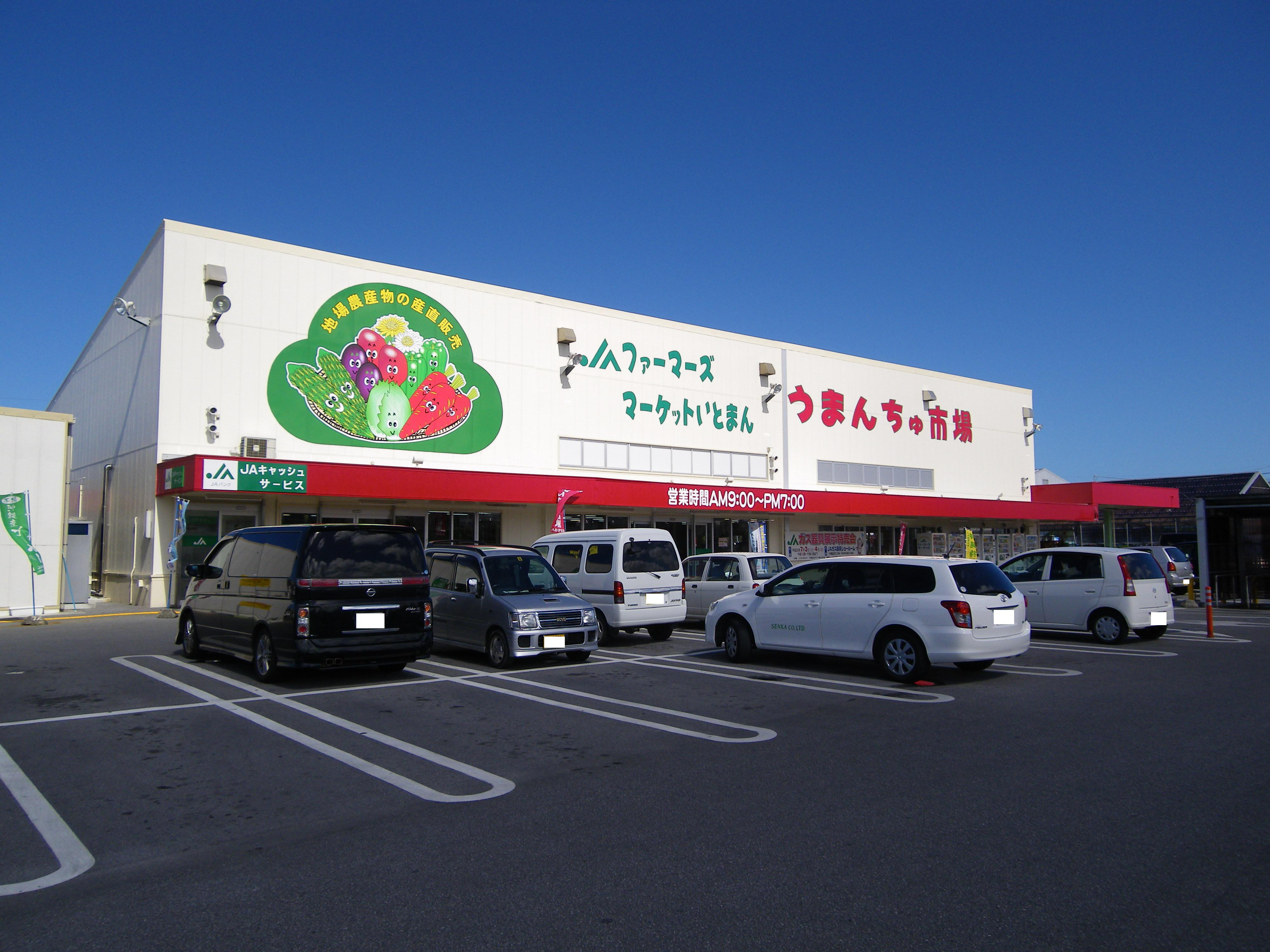
ファーマーズマーケット・いとまん

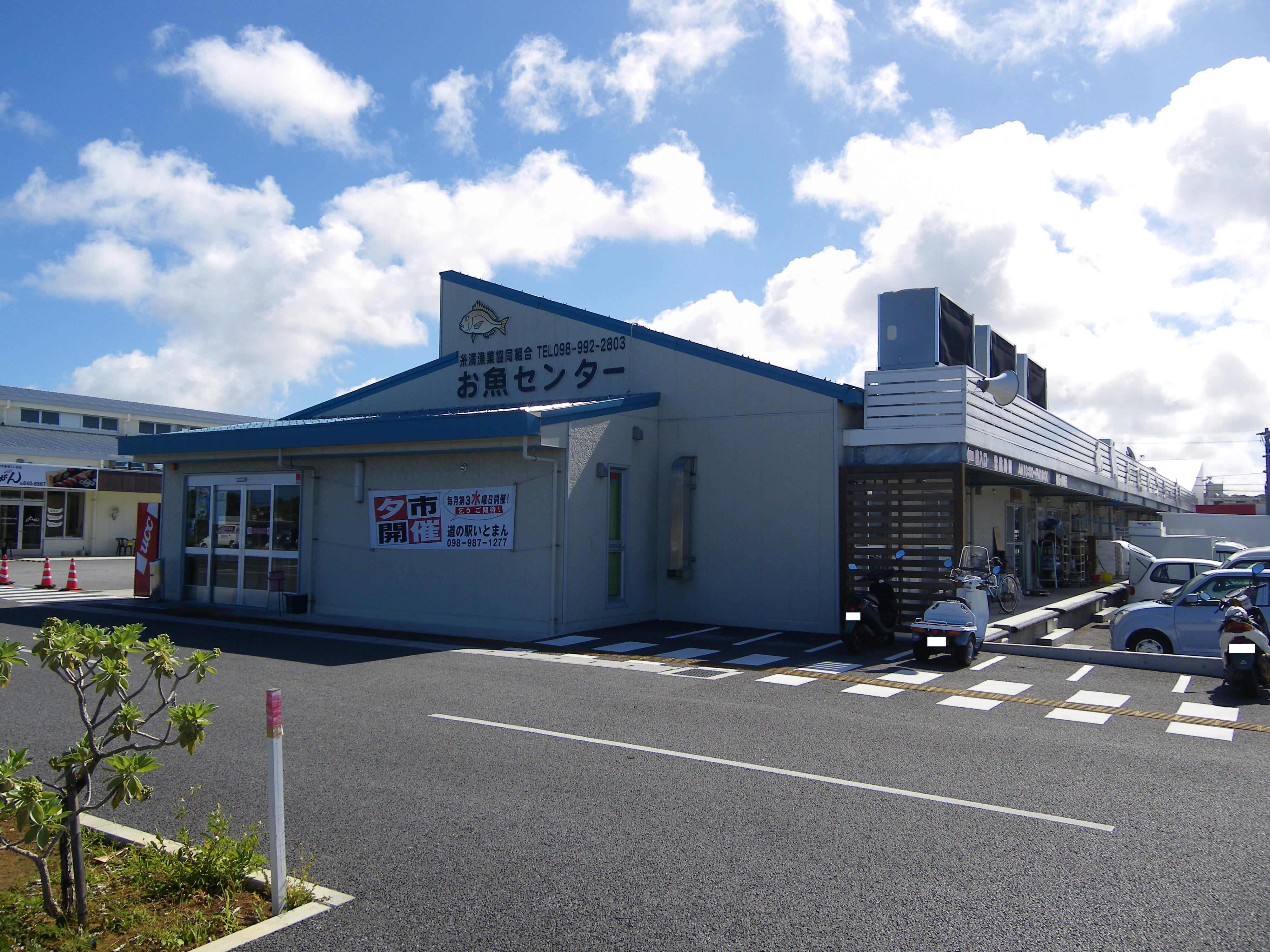
お魚センター

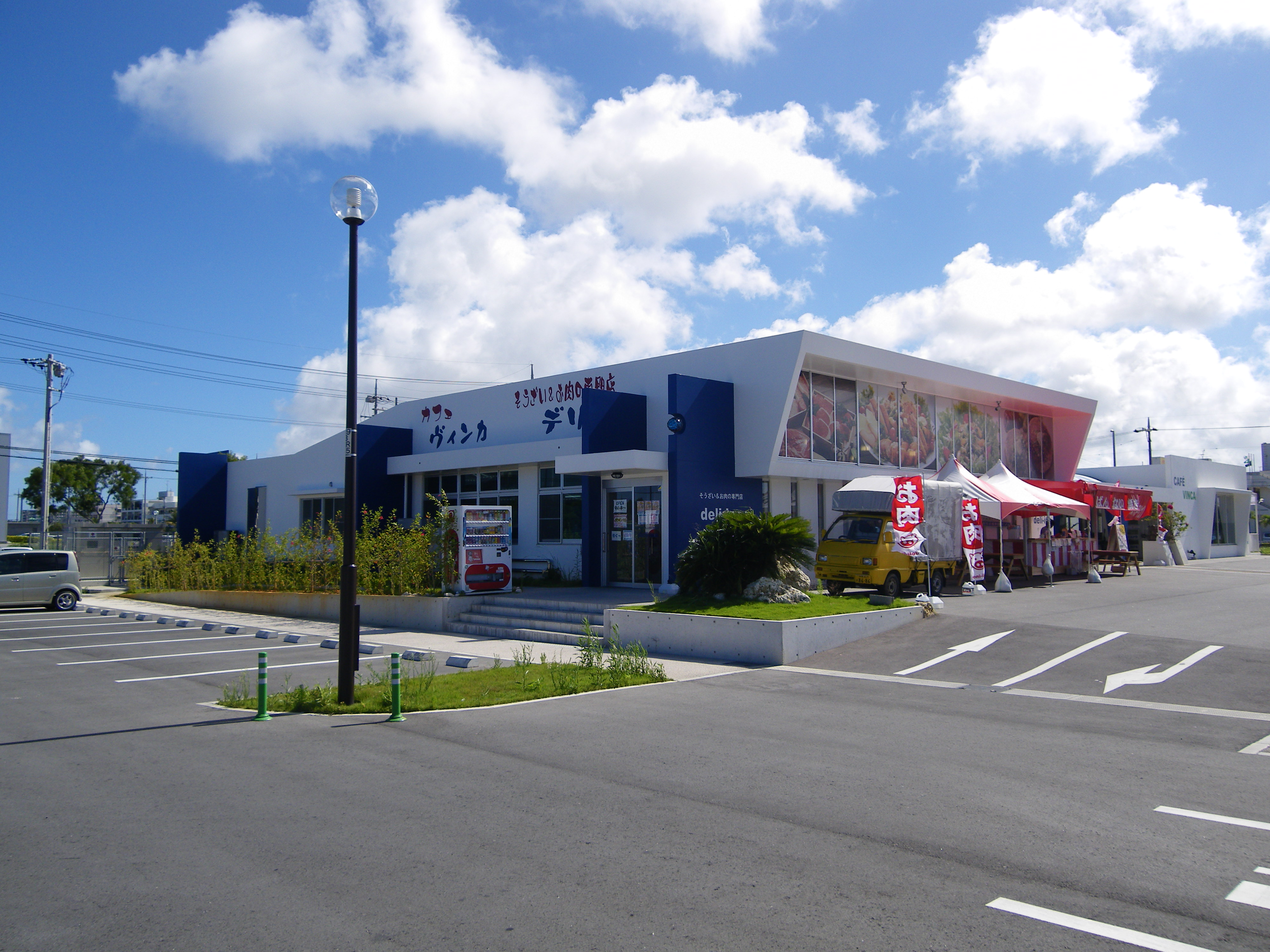
イノー

- 情報コーナー（9:00 - 18:00、年中無休）

### 管理
- 糸満市

### 商業施設
糸満市物産センター
本駅と同時に開業した。主に物産品の販売施設であるが、本駅の事務所も同施設内に設置している。地元の食材を使用した飲食店・フードコート、また工芸品等も販売している。糸満市の友好都市である北海道網走市の名産品毛ガニが購入できる。
ファーマーズマーケット・いとまん
2002年11月23日に地産地消を目的として、JAおきなわ初の直売所が開業した。農家が生産した農作物を直接販売しており、2008年には約70万人の来店客が訪れた。
糸満漁業協同組合 お魚センター
1995年に開業したが、施設の老朽化に伴い2008年9月27日に移転した。市内外から水揚げされた水産物の販売の他、獲れたての魚介類を利用した食堂もある。移転後から1年間に約38万人が来客した。
イノー
障害者就労施設が本駅と同時開業し、全国で初めて道の駅に福祉施設を設置した。カフェや惣菜・加工品の販売を行っている。

## アクセス
- 国道331号（糸満道路） - 登録路線
- 路線バスではTK01・ハーレーエクスプレス、TK02・ウミカジライナー、107番・南部循環（真壁）線、108番・南部循環（喜屋武）線、189番・糸満空港線で道の駅いとまんバス停隣接

## 周辺
- 糸満漁港
- 美々ビーチいとまん